# 向阳墓群
向阳墓群，位于中国吉林省通化市二道江区鸭园镇向阳村，为一个省级文物保护单位，类型为古墓葬，公布时间为2007年5月31日。该文物保护单位由通化市文物管理委员会办公室管理。
向阳墓群的历史年代为高句丽晚期。